# Бритлинген
Бритлинген (нем. Brietlingen) — община в Германии, в земле Нижняя Саксония.
Входит в состав района Люнебург. Подчиняется управлению Шарнебек. Население составляет 3311 человек (на 31 декабря 2010 года). Занимает площадь 19,73 км².
Коммуна подразделяется на 3 сельских округа.